# Melanotaenia affinis
Melanotaenia affinis är en fiskart som först beskrevs av Weber, 1907.  Melanotaenia affinis ingår i släktet Melanotaenia och familjen Melanotaeniidae. Inga underarter finns listade i Catalogue of Life.